# Mal Hallett
Malcolm Gray Hallett (Roxbury, 1893 - Boston, 20 november 1952) was een Amerikaanse jazz-violist, saxofonist en bandleider vanaf de vroege jaren 20.
Hallett studeerde aan het Boston Conservatory of Music. Tijdens de Eerste Wereldoorlog speelde hij in Frankrijk als lid van het orkest van Al Moore om de Geallieerde soldaten te vermaken. Daarna had hij zijn eigen groep, waarmee hij ook opnam. Rond 1930 brak hij zijn arm op vijf plaatsen, kreeg longontsteking en zijn dokters adviseerden hem langdurig rust te nemen. Na zijn comeback speelde hij geen instrumenten meer, maar beperkte zich tot het leiding geven aan een band. In de jaren erop had hij een eigen band, waarmee hij vooral in New England speelde en veel succes had. Ook trad hij onder meer op in de beroemde Roseland Ballroom in New York.
In zijn orkest werkten regelmatig musici en vocalisten die later in meerdere of mindere mate bekend werden, zoals Gene Krupa, Jack Teagarden, Frankie Carle, Jack Jenney, Toots Mondello, Irene Daye, Clark Yocum, Floyd O'Brien, Spud Murphy, Boots Mussulli, Brad Gowans, Turk Murphy, Teddy Grace en Don Fagerquist. Hallett's herkenningsmelodie was "Boston Tea Party".
Vanaf 1926 nam Hallett meerdere platen op voor verschillende labels waarvan "She's A Cornfed Indiana Girl", opgenomen voor het label Pathé, een goedverkochte hit werd. Vanaf 1936 maakte het orkest een groot aantal platen voor Decca Records waarvan verschillende ook in Groot-Brittannië werden uitgegeven. In 1937 maakte Hallett met zijn orkest een korte film voor Vitaphone. Ook na de oorlog bleef het orkest zeer populair, met name in New England, maar werd ontbonden na het overlijden van Mal Hallett in 1952 aan de gevolgen van een hartaanval.

## Discografie
- Mal Hallett & His Orchestra: 1926-1941, Swing Time, 2000